# هوندا فاموس
هوندا فاموس (بالإنجليزية: Honda Vamos)‏ هي سيارة من طراز شاحنة صغيرة [الإنجليزية] من تصنيع شركة هوندا موتورز اليابانية. بدأ تصنيعها لأول مرة سنة 1970.سبقتها سيارة هوندا إل 700.

## وصلات خارجية
- الصفحة الرسمية للسيارة هوندا فاموس